# Rosa-Luxemburg-Platz (stacja metra)
Rosa-Luxemburg-Platz – stacja metra w Berlinie w dzielnicy Mitte, w okręgu administracyjnym Mitte na linii U2.
Stacja została otwarta w 1913 roku. Aktualna nazwa stacji została nadana w 1969 roku na cześć polskiej rewolucjonistki i teoretyczki komunizmu Róży Luksemburg. 